# You See Colours
You See Colours es el segundo álbum la banda británica Delays. Salió a la venta el 6 de marzo de 2006 a través del sello Rough Trade. Fue grabado en los estudios Real World y Rock Field y producido por Graham Sutton. 

## Lista de canciones
1. You And Me
2. Valentine
3. This Towns Religion
4. Sink Like A Stone
5. Too Much In Your Life
6. Winter’s Memory Of Summer
7. Given Time
8. Hideaway
9. Lillian
10. Out Of Nowhere
11. Waste Of Space

- Datos: Q8057495